# Faramea egregia
Faramea egregia là một loài thực vật có hoa trong họ Thiến thảo. Loài này được Sandwith mô tả khoa học đầu tiên năm 1939.